# Cazaux
Cazaux är en kommun i departementet Ariège i regionen Occitanien i södra Frankrike. Kommunen ligger  i kantonen Varilhes som ligger i arrondissementet Pamiers. År 2022 hade Cazaux 45 invånare.

## Befolkningsutveckling
Antalet invånare i kommunen Cazaux
Referens: INSEE